# John H. Taylor
Pour les articles homonymes, voir Taylor et John Taylor.
John Howard Taylor (17 août 1904 - 18 octobre 1969), surnommé Pondoro, est un chasseur professionnel et un braconnier irlandais qui fut actif en Afrique australe et de l'Est pendant plus de 30 ans.

## Biographie
Né à Dublin en 1904, ce fils de chirurgien débarque au Cap et entame très vite une carrière de chasseur professionnel, testant plusieurs modèles d'armes allemandes, britanniques et américaines. Son surnom de Pondoro, sous lequel il deviendra célèbre et qui sera le titre de l'un de ses ouvrages autobiographiques, vient du dialecte chinyungwe dans lequel il signifie Le Lion, dans le sens de semblable au lion.
Peu soucieux des règlements, il forme de grandes expéditions de braconnage qui parcourent d'immenses étendues en Angola, en Rhodésie du Nord et du Sud, au Kenya, au Soudan, en Somalie, au Mozambique ou encore au Tanganyika. Soucieux de protéger les populations africaines des fauves mangeurs d'hommes et des grands troupeaux qui dévastent les récoltes, il tire plus de 1 000 éléphants, 500 buffles, ainsi que des rhinocéros, lions, léopards et du petit gibier alimentaire. C'est en lisant le journal qui enveloppait ses munitions qu'il appris les évènements de la Seconde Guerre mondiale.
Il a laissé son nom au Taylor KO Factor, équation mathématique permettant de mesurer la puissance d'arrêt des munitions de chasse.
Il meurt à Londres, en 1969.

## Œuvres
- Big game and big game rifles (1948)
- African rifles and cartridges (1948)  (ISBN 0882270133)
- Last of the ivory hunters (Londres, 1955).- Autobiographie. Traduction française : Pondoro. Le dernier chasseur d'ivoire, Paris, Presses de la Cité, 1956 & Paris, Montbel, 2009 (BNF 32656545)  (ISBN 978-2-91439093-4)
- Maneaters and marauders (Londres, 1959).- Autobiographie. Traduction française : Chasse aux mangeurs d'hommes, Paris, Presses de la Cité, 1960 & Paris, Montbel, 2008  (ISBN 9782914390781)